# Acrylonitrile styrène acrylate
Pour les articles homonymes, voir ASA.
L’acrylonitrile styrène acrylate (ASA) est un terpolymère opaque thermoplastique qui fait partie de la vaste famille des polymères styréniques, produit depuis 1967. L’ASA est un copolymère styrène-acrylonitrile (SAN) modifié avec des élastomères acryliques greffés.
Selon la norme ISO 6402-1 élaborée par le sous-comité SC9 (Matériaux thermoplastiques) du comité technique TC61 (Plastiques) de l’ISO, les matériaux à base d’ASA sont différenciés selon leurs propriétés suivantes :
1. température de ramollissement Vicat ;
2. indice de fluidité à chaud en volume ;
3. résistance au choc Charpy ;
4. module de traction.

L’ASA peut être moulé, extrudé et injecté. Il est utilisé pour les capotages et certains équipements de sport tels les planches à voile. Il fait partie des polymères adaptés et courants pour l'impression 3D par FDM (modelage par dépôt de matière en fusion), avec des propriétés similaires à l'ABS pour cette application.